# Rhagodopa brevipes
Rhagodopa brevipes es una especie de arácnido  del orden Solifugae de la familia Rhagodidae.

## Distribución geográfica
Se encuentra en India y Nepal.